# Gunduuppalavadi
Gunduuppalavadi es una ciudad censal situada en el distrito de Cuddalore en el estado de Tamil Nadu (India). Su población es de 7281 habitantes (2011). Se encuentra a 5 km de Cuddalore.

## Demografía
Según el censo de 2011 la población de Gunduuppalavadi era de 7281 habitantes, de los cuales 3475 eran hombres y 3412 eran mujeres. Melpattampakkam tiene una tasa media de alfabetización del 82,46%, superior a la media estatal del 80,09%: la alfabetización masculina es del 91,71%, y la alfabetización femenina del 75,04%.